# Azar Mahloujian
Azar Mahloujian - pseudonym: Nahid - föddes 1949 i Iran. Hon har fil.kand på engelsk litteratur och fil. mag i bibliotek- och informationsvetenskap. Kom till Sverige som flykting. Hon debuterade 1995 på Bonnier Alba under pseudonym Nahid med boken De sönderrivna bilderna.